# Taysom Hill
Taysom Hill (Pocatello, 23 agosto 1990) è un giocatore di football americano statunitense che milita nel ruolo di tight end per i New Orleans Saints della National Football League (NFL).

## Carriera

### Green Bay Packers
Dopo non essere stato scelto nel Draft NFL 2017, Hill firmò con i Green Bay Packers il 5 maggio. Con essi disputò tre partite di pre-stagione, completando 14 passaggi su 20, con due touchdown passati e uno segnato su corsa, prima di venire svincolato il 2 settembre 2017.

### New Orleans Saints
Il giorno successivo, Hill firmò con i New Orleans Saints. Fu promosso nel roster attivo il 3 dicembre e disputò 12 snap negli special team contro i Carolina Panthers, mettendo a segno 2 tackle.
Hill fu classificato come terzo quarterback nelle gerarchie delle squadra nella stagione 2018 ma fu utilizzato in vari ruoli nel corso della stagione dei Saints, incluso come kick returner principale. Nel divisional round dei playoff contro i Philadelphia Eagles fece una giocata chiave, correndo per un primo down sulla finta di un punt, dando inizio alla rimonta della sua squadra. Nella finale di conference contro i Los Angeles Rams segnò un touchdown su ricezione nella sconfitta ai tempi supplementari.
Nel 2019 Hill continuò a giocare in vari ruoli dell'attacco. Nel wild card round dei playoff accumulò 50 yard corse, 50 yard passate e 25 ricevute, oltre a segnare un touchdown nel finale di partita, nella sconfitta contro i Minnesota Vikings ai supplementari.
Il 26 aprile 2020 Hill rinnovò per altri due anni con i Saints. Il 20 novembre, dopo che Drew Brees si infortunò alle costole nella settimana 10, fu nominato per la prima volta quarterback titolare contro gli Atlanta Falcons in cui passò 233 yard e segnò due touchdown su corsa nella vittoria per 24-9. Nella settimana 13 passò i primi due tochdown in carriera nella vittoria sui Falcons. Dal 15º turno il ristabilito Brees tornò a partire titolare.
Nella prima partita della stagione 2022 Hill subentrò in alcune situazioni al quarterback titolare Jameis Winston, terminando con 81 yard corse e un touchdown su corsa nella vittoria in rimonta sui Falcons. Nella settimana 5 fu decisivo nella vittoria sui Seattle Seahawks giocando una partita a tutto tondo in cui segnò 3 touchdown su corsa, ne passò un quarto, ritornò 3 punt per 69 yard e recuperò un fumble negli special team. Per questa prestazione fu premiato come miglior giocatore offensivo della NFC della settimana e come running back della settimana.
Nell'ottavo turno della stagione 2023 Hill corse 63 yard e segnó due touchdown nella vittoria sui Colts. Si unì così all'Hall of Famer Frank Gifford quale unico altro giocatore con 25 touchdown su corsa, 10 touchdown passati e 10 segnati su ricezione in carriera (inclusi i playoff).
Nell'undicesimo turno della stagione 2024, Hill corse un record in carriera di 138 yard e segnò tre touchdown su corsa, oltre a ricevere 8 passaggi per 50 yard, nella vittoria sui Cleveland Browns, venendo premiato come miglior giocatore offensivo della NFC della settimana e come running back della settimana.

## Palmarès
- Giocatore offensivo della NFC della settimana: 2

5ª del 2022, 11ª del 2024
- Running back della settimana: 2

5ª del 2022, 11ª del 2024